# Борщевка (Вичугский район)
Борщевка — деревня в Вичугском районе Ивановской области, входит в состав Сунженского сельского поселения.

## География
Деревня располагается близ берега Волги в 15 км на север от центра поселения деревни Чертовищи и в 25 км на север от районного центра города Вичуги. 

## История
В XVII веке по административно-территориальному делению село входило в Костромской уезд в Плесский стан. По церковно-административному делению приход, весьма вероятно, относился к Плесской десятине. В 1646 году упоминается "за стольником за князь Григорьем да за князь Ондреем княж Офонасьевыми детьми Козловскаго в поместье село Борщевка на реке Волге". 18 мая 1739 года бил челом кн. Иван Борисов Козловский о построении вместо ветхой церкви в своей вотчине в сельце Борщевке вновь теплую каменную церковь Владимирския Пр. Богородицы, которую с прежняго места для охранения от вешних вод и воровских людей ...[обещался он перенесть и]... построить в том его сельце Борщовке и для поселения священнику с причетники дать под дворы и усадьбы земли,  сверх их прежней...".
Каменная Богородицкая церковь в селе Борщевка с колокольней и оградой построена в 1744 году усердием князей Козловских. Престолов было три: в холодной в честь Владимирской иконы Божией Матери, в теплой — прп. Сергия Радонежского и Иоанна, ученика св. Григория Декаполита, святит. Николая Чудотворца.
В конце XIX — начале XX века село входило в состав Кузнецовской волости Нерехтского уезда Костромской губернии, с 1918 года — Иваново-Вознесенской губернии.
С 1929 года деревня входила в состав Каменского сельсовета Вичугского района Ивановской области, с 2005 года — в составе Сунженского сельского поселения.

## Население
| 1872 | 1897 | 2002 | 2010 | 2014 | 2015 | 2016 |
| ---- | ---- | ---- | ---- | ---- | ---- | ---- |
| 70   | ↘25  | ↘19  | ↗22  | ↘21  | ↘18  | ↘15  |
| 2018 |      |      |      |      |      |      |
| ↗21  |      |      |      |      |      |      |

## Достопримечательности
В деревне расположена недействующая Церковь Владимирской иконы Божией Матери (1744).